# ماری ناتسوکی
ماری ناتسوکی (انگلیسی: Mari Natsuki؛ زادهٔ ۲ مهٔ ۱۹۵۲) خواننده و رقصنده اهل ژاپن است.
از فیلم‌هایی که وی در آن نقش داشته‌است، می‌توان به شهر اشباح و اونیماسا اشاره کرد.